# 山田洋次
山田 洋次（やまだ ようじ、1931年〈昭和6年〉9月13日 - ）は、日本の映画監督、脚本家、演出家。
大阪府豊中市出身。東京大学法学部卒業。川島雄三、野村芳太郎の助監督を経て1961年に『二階の他人』でデビュー。『男はつらいよ』シリーズなど人情劇を発表し、現役でキネマ旬報ベストテンに最多入賞した監督。紫綬褒章（1996年）、文化功労者（2004年）、文化勲章（2012年）受章。日本芸術院会員。財団法人いわさきちひろ記念事業団理事長。関西大学大学院文学研究科および立命館大学映像学部の客員教授、文化学院の特別講師。日本映画監督協会会員。
妻は「平塚らいてうの記録映画を上映する会」副会長を務めた山田よし恵（1932年5月23日 - 2008年11月8日）。次女はTBSプロデューサーの山田亜樹。

## 来歴
1931年、大阪府豊中市に生まれる。満鉄のエンジニアだった父親の勤務のため、2歳で満州に渡り少年期を過ごした。小学校1年～3年生のときに落語に熱中し、あるときジフテリアを患い明日の命も危ぶまれた際、憐れんだ父親から何でも好きな物を買ってもらえることになり、古本屋の落語全集を買ってもらったという。
東京都大田区池雪小学校に通う。戦中の1943年、東京都立第八中学校（現東京都立小山台高等学校）に入学するが、同年5月、空襲を避け、満洲国の旧制大連第一中学校（のち廃校）へ移る。1947年、大連から一家で日本に引き揚げ、15歳から18歳までを山口県宇部市の伯母の持ち家で過ごした。流れ者や社会の逸脱者を多く描くのは、山田自身の引き揚げ体験が強く影響している。
1947年、旧制宇部中学校（山口県立宇部高等学校）3年に編入し、1948年、四修の飛び級で旧制山口高等学校（現山口大学）に入学するが、在学中に学制改革を経験する。1949年、学制改革に伴い旧制高校を1年で卒業（三高の小松左京や新潟高の野坂昭如と同様のいわゆる一年修了組）。1950年、東京大学法学部に入学。この頃、両親が離婚する。怠学による出席日数不足で中退するところだったが、1954年に卒業する。
松竹に補欠入社し、野村芳太郎作品の脚本家・助監督を務めた後。1961年、『二階の他人』で監督としてデビューした。大島渚、篠田正浩、吉田喜重といった気鋭の新人が松竹ヌーヴェルヴァーグとして活躍していた時代にあって、山田は地味な存在であった。ヌーヴェルヴァーグ派が松竹から独立して行く中、松竹大船調路線の後継者として『下町の太陽』、『馬鹿まるだし』等のコメディを中心とした作品で企業内監督の道を歩む。当初はハナ肇主演作品が多かった。
1961年頃から日本放送協会の『遺族』、TBSテレビの『泣いてたまるか』などテレビドラマの脚本を担当するようになり、1962年に放送された日本テレビ放送網の『一等寝台車のあいつ』などの一部の作品では「山田よしお」のペンネームを使っている。
次第に喜劇作家としての評価が高まり、何本かの作品がキネマ旬報ベストテン入りするが、ヒットには恵まれない状態が続いた。1968年、フジテレビの連続テレビドラマ『男はつらいよ』の原案・脚本を担当。テレビドラマのヒットにより同作は1969年、松竹で映画化されることになる。当初は観客動員も地味であったが高い評判を呼んだ。輪番であった監督が山田単独となる頃から尻上がりに観客も増え、その後50年間に50作が製作される大ヒットシリーズとなり、毎年お盆と暮れの興行は日本人の風物詩、国民的映画とまで言われた。しかし、車寅次郎役である渥美清の体調が優れなくなってからは、年2回作られていた『男はつらいよ』シリーズを年1回に減らし、後に甥の満男の出番を増やして寅次郎の出番を減らす決断をした。第47作と第48作は、ドクターストップがあったものの無理に出演してもらったものである。1996年、第49作『寅次郎花へんろ』を準備中、渥美が死去し、シリーズは終了（打ち切り）を余儀なくされ、さらに4年後には大船撮影所が閉鎖され、監督としてメガホンを執る機会も減ってしまった。1988年から2009年にかけては、『男はつらいよ』シリーズに代わり松竹を支える看板喜劇映画シリーズとなった『釣りバカ日誌』シリーズ全22作の脚本を手がけている。
シリーズの合間をぬって2、3年おきに『家族』『同胞』など、ややシリアスな作品も、おおむねオリジナル脚本で発表。いずれも高い評価と手堅い成績を収め、山田の映画作家としての地位を固めていく。ほとんどが倍賞千恵子主演であり、『男はつらいよ』のさくら役、シリーズ開始以前の多くの主演作を含めると、実に六十数本で主演、準主演に迎えている。これは海外でも殆ど例のない長期の監督・女優コンビであり、ある意味、山田が「生涯同じ歌を繰り返し歌い続ける」タイプの作家である証左ともなっている。
2002年、藤沢周平原作の『たそがれ清兵衛』を発表する。山田にとって、『運がよけりゃ』に続く2度目の時代劇であり、藤沢作品を初映画化したものであった。他の時代劇では無視され続けてきた“位の低い”武士の苦悩を描いた物語である。構想に10年を掛け時代考証に徹底して拘った。登場人物が綺麗な新品の服ではなく、着古した古着を着ていたり、毎日月代を剃るはずが無いから、剃った部分に髪が生えてくる等の実に細かい部分をリアルに丹念に描き、第26回日本アカデミー賞で全部門にて優秀賞を受賞し、助演女優賞を除く全ての部門で最優秀賞を獲得。「第76回アカデミー賞」外国語映画部門にノミネートされた。
2004年、再び藤沢原作の時代劇『隠し剣 鬼の爪』を発表し、「第7回ジンバブエ国際映画祭」最優秀作品賞を受賞した。
2004年1月に横綱審議委員に就任し、2014年1月の退任まで5期10年を務め上げた。2006年には「部員不足解消に役立つなら」と、OBである東京大学相撲部の名誉顧問となった。京都大学との交流戦を観戦し、「初心者にしか見えない学生が鼻血を出しながら立ち向かう姿が愛しい」と興奮した。
2007年、自身の監督作『幸福の黄色いハンカチ』がハリウッドでリメイクされる事が決定。主人公はオスカー俳優・ウィリアム・ハートが演じる。
2008年、小津安二郎以来、映画監督で二人目の芸術院会員となる。
2010年、小津映画の『麦秋』を舞台化。初の舞台演出。
2010年、JR東日本が動態復元する蒸気機関車C61 20の復元工事の作業をドキュメンタリー映像として記録開始。父が鉄道ファンであった影響から幼少時より山田自身も鉄道ファンとなり、2011年6月4日の復活運転開始までの間、収録を行った。復活運転開始の日には、高崎駅で開催された復活記念セレモニーのスペシャルゲストとして招かれ、「東北で活躍したC61が復活したことには、大きな意義がある」などといったメッセージを送り、東日本大震災からの日本復興に向かう象徴の一つとするC61 20の復活を祝った。なおこの作品は、同2011年7月16日にNHKスペシャル『復活 〜山田洋次・SLを撮る〜』と題してテレビ放送された。
2011年、監督生活50周年記念作として『東京物語』のリメイク作『東京家族』の製作を予定していたが、脚本など東日本大震災の経験を踏まえた作品にしたいという山田の意向により、製作の延期を発表。
2012年12月15日、山田のこれまでの歩みを紹介する「山田洋次ミュージアム」がオープンした。

## エピソード

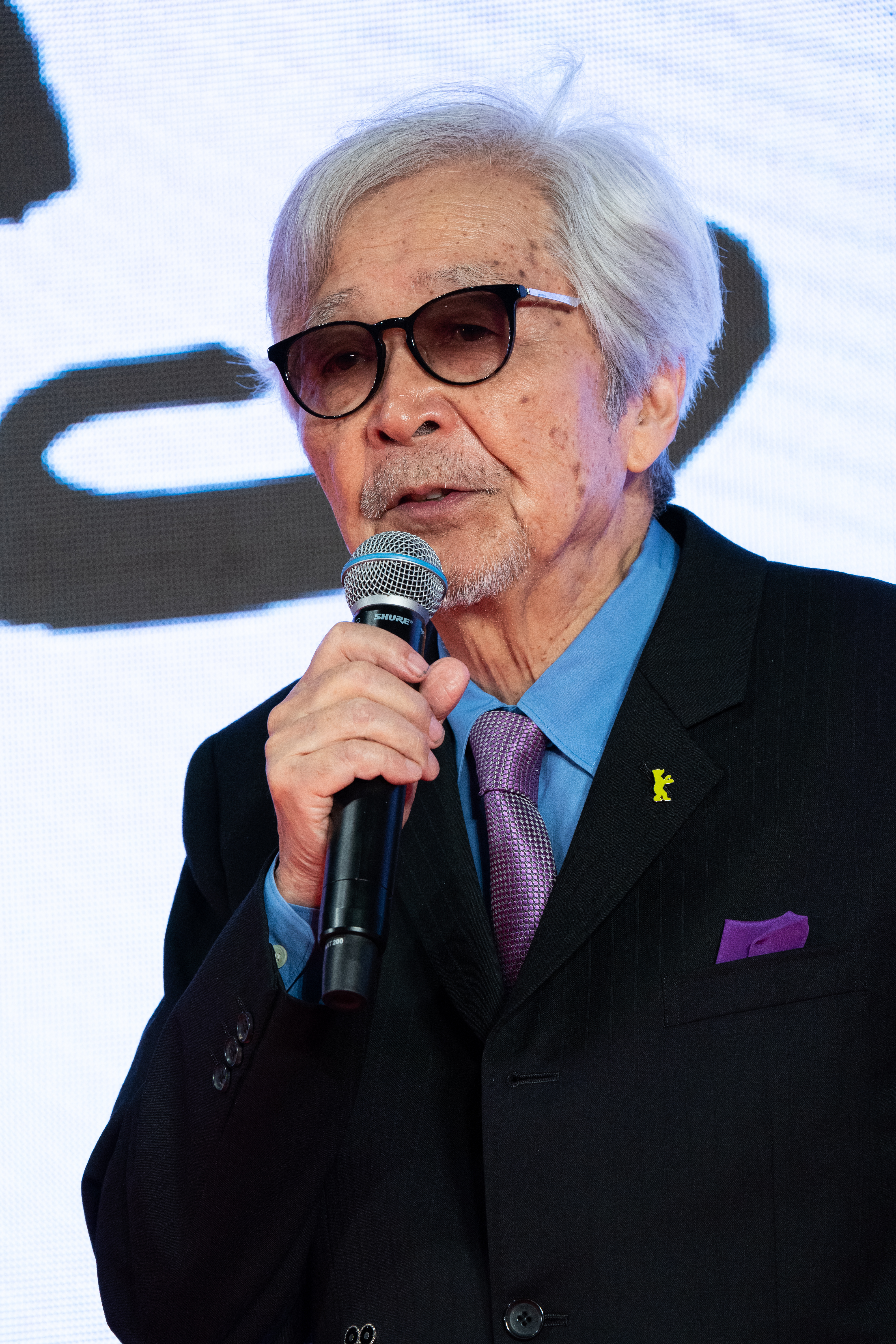
第32回東京国際映画祭にて（2019年）

### 『男はつらいよ』について
TVシリーズの『男はつらいよ』最終回で主人公を殺してしまったため、ファンから大量の苦情が来た。これは寅さんがハブに噛まれての凄惨な死ということもあったが、それまでパッとしなかったのにと、これで強い印象を受けた。当時の映画会社はヒット作に恵まれていなかったため、テレビドラマの映画化なら一定の観客が見込めた他、低視聴率だったのでテレビ局から映画化権がスムーズに同意が得られた、映画版を新作として作ることにした。ただし同時に「テレビで殺したのはこんな人は、この社会では生きていてはいけないんだ。生きられないんだ」と話して新たに顰蹙をかった（シリーズ定着時のNHKテレビインタビュー）。
その後映画化は成功したものの、第3作と第4作を手掛けた時期は山田はもういいと考え、監督を他者にゆだねて脚本のみ書いた。
山田は『男はつらいよ』は切りのいい50作完結を構想し、寅次郎の最後も早いうちから考えていた。その最終作と考えられる「男はつらいよ お帰り 寅さん」は2019年12月27日より公開された。同作では女優としてはもう仕事をしないとしていた後藤久美子を「男はつらいよ」シリーズの50作目にどうしても出演させたくてスイスの自宅に直接手紙を送り、23年ぶりの女優復帰を決めさせた。
シリーズの末期、撮影現場で体調を崩して楽屋で寝込んでいた所、その頃は既に自分の死が近いことを悟っていたのか晩年の渥美清から「山田さん大丈夫ですか？あなたは体を大事にして長生きしなければなりませんよ。」と言われたのが今でも心に残っていると言う。
小説家の八木義徳から「あなたは“典型”をお作りになった」「寅さんみたいな男といえば、共通したイメージがわく。文学ならドン・キホーテや坊ちゃん。あなたは映画でなさった。誇りをもっていい」と評された。

### 映画以外の活動
創作落語を執筆しており、柳家小さん (5代目)の為に「真二つ」と言う題で書いた。現在は長男である柳家小さん (6代目)が継承して高座で演じている。
西田敏行や黒柳徹子らと共に「平和のための戦争展」（日本中国友好協会主催）の呼びかけ人になっている。

### 豊中市との関係
#来歴にもあるように豊中市で生まれ2歳まで居住していたが、このことは豊中市民レベルでもあまり知られていなかった。1982年に市民企画の映画会の招きで豊中を訪問した際には、出身地を豊中ではなく宝塚市だと思っていたという。
その後、山田の熱心なファンであった元中学校長の音頭取りで2014年にファンクラブ「とよなか山田会」が結成され、その年の6月には「とよなか山田会」の招きで80年ぶりに現存する生家を訪問。2014年製作の映画『小さいおうち』のモデルと示唆される生家は建築の趣味もあった父親の設計によるもので現住者がおり、山田曰く、「僕の年で生家が残っている人は少ない」とのこと。
2016年には、ノーベル物理学賞受賞者の南部陽一郎に続いて2人目となる豊中市名誉市民に選出された。2019年11月にも、『男はつらいよ お帰り 寅さん』の先行上映会と浜村淳とのトークショーのために豊中を訪問している。

### その他
好きな作家として藤沢周平を挙げており、どの主人公も慎ましく生きている姿が胸を打たれるという。

## 映画エピソード

### 松竹との関係
入社以来、一貫して松竹大船撮影所のみで仕事を続けた。期間としては実に47年間である。同撮影所の閉鎖後の京都撮影所を含めれば松竹撮影所での仕事は50年間以上となる。
映画監督として松竹以外の撮影所で仕事をしたのは東宝スタジオを使った『武士の一分』（2006年）が初めてで、主演の木村拓哉が東京を長期間離れることが不可能だったことから同地での撮影が行われた。なお、同作は東宝スタジオをレンタルしたものの制作と配給は松竹であり、『こんにちは、母さん』を公開した2023年時点で依然として松竹映画だけを撮り続けている。助監督から監督へかけての同一企業映画への連続従事（2021年現在67年間、うち47年間は同一スタジオ）として、これを上回る記録は海外にも見られない。自主製作も一切行っていない。

### 映画に対する姿勢
小津安二郎の映画に対し、「毎回同じような内容ばかり」「何も起きずつまらない」と批判していたが、敬愛する黒澤明が自宅で小津映画を熱心に鑑賞しているのを見てショックを受ける。近年では自作の中に小津の影響を少なからず認めている。また黒澤は自身の「映画ベスト100」企画で、山田が高倉健主演で監督した『遙かなる山の呼び声』を選び、同作に『シェーン』（監督：ジョージ・スティーブンス、主演：アラン・ラッド）の影響を指摘し、『男はつらいよ』をシリーズで監督している山田の姿勢も高評価している。『シェーン』について山田は「今観るとよく判る。少年のシェーンへの憧れよりもシェーンが人妻に抱いた激しい慕情こそこの作品テーマだということが」と評している。
黒澤＆三船敏郎コンビ、そして黒澤が敬愛したジョン・フォードやジョン・ウェインも敬愛していることで知られている。山田が監督した『男はつらいよ 知床慕情』に三船と淡路恵子はゲスト出演しているが、同作は黒澤の『野良犬』やウェインへのオマージュであることが指摘されている。
『幸福の黄色いハンカチ』と『遙かなる山の呼び声』で組んだ高倉健のことは、東映の任侠映画時代からの大ファンであり、同じく高倉の大ファンであるスタジオジブリの鈴木敏夫と会い会話をした時も高倉の話をし、特に日本侠客伝シリーズで演じた寡黙で筋を通すヤクザ役に憧れたという。
クリント・イーストウッド監督を敬愛しており、俳優としても荒野の用心棒やダーティハリー、テレビローハイドの頃から大ファンであり、日本の俳優と違い、年相応の役で代表作を更新し続けられることに驚嘆している。
1999年に行われたキネマ旬報のオールタイムベスト企画で、洋画ではセルゲイ・エイゼンシュテイン『戦艦ポチョムキン』やジュリアン・デュヴィヴィエ『望郷』、マルセル・カルネ『天井桟敷の人々』、ルネ・クレマン『禁じられた遊び』、ヴィットリオ・デ・シーカ『自転車泥棒』、フェデリコ・フェリーニ『道』といったヨーロッパ映画に、アメリカ映画からはチャールズ・チャップリン『独裁者』、ウィリアム・ワイラー『ローマの休日』、スタンリー・キューブリック『2001年宇宙の旅』、マイク・ニコルズ『卒業』を。邦画では黒澤明『七人の侍』、小津安二郎『東京物語』、溝口健二『西鶴一代女』、成瀬巳喜男『浮雲』、山中貞雄『人情紙風船』、木下恵介『二十四の瞳』、今井正『また逢う日まで』、野村芳太郎『張り込み』、浦山桐郎『キューポラのある街』、宮崎駿『となりのトトロ』を選んでいる。

#### シネマコンプレックスに関する見解
しばしばシネマコンプレックスを批判している。
主に映画館の観客のマナーが良くなったことに批判的であり、過去には「最近は観客が妙に行儀良くなっている。なぜ、そんなに窮屈になってしまったのか。もっと活気にあふれ、スクリーンと客席が濃密に声を掛け合って共有し、そこからある種の感動や興奮を味わってもらいたい。」と発言したり、「やたらに“ものを食べるな”とか、“前のシートを蹴飛ばすな”とかね。僕は本当に、あれがあまり好きじゃない。お金払って楽しみに来てるのに、『ああしちゃいけない、こうしちゃいけない』となぜ言われなきゃいけないんだっていう。僕は大いに笑ってほしいと思う。座席ぐらい蹴飛ばしてほしいと思う。ビール飲んだり、タバコ吸ったりしたっていいじゃないかと思う。」と持論を述べたが、後者に関してはインターネット上では逆に「お金払って観るからこそ、マナーは守ってほしい！」などと批判が相次いだ。
この他、チケットの販売が自動化されていることに関しても「どうやってボタンを押していいんだか分からない。年配の人たちが戸惑って、映画館に行っても切符が買えないという妙な事態になっている。僕は時々怒りさえ覚える」と発言している。

### 批判
『男はつらいよ』シリーズに出演経験のある俳優津川雅彦は山田を毛嫌いしており、京都国際映画祭準備委員会会合では「武士をだらしなく描いた左翼。山田のせいで日本映画はだめになった」とまで罵られた。津川は色々な番組でも山田を批判していた。
男はつらいよシリーズは井筒和幸や北野武らが批判している。

## 受賞・栄典
- ブルーリボン賞・監督賞（1967年・1978年）
- 第20回芸術選奨文部大臣賞（1969年）
- 毎日映画コンクール
  - 監督賞（1969年・1970年・1971年・1973年・1977年・1991年・2000年）
  - 脚本賞（1973年・1974年・1977年）
- 第20回菊池寛賞（1972年）
- 日本アカデミー賞
  - 最優秀監督賞（1978年・1994年・2003年）
  - 最優秀脚本賞（1977年・1980年・1993年・2003年）
  - 優秀監督賞（1979年・1981年・1987年・1989年・1992年・1997年・1999年・2007年・2009年・2011年・2013年）
  - 優秀脚本賞（1989年・1992年・1997年・2005年・2007年・2009年・2011年・2013年・2014年[37]・2015年[注 3]・2020年[注 4]2021年[注 5]）
  - 協会栄誉賞（2013年）
- キネマ旬報賞
  - 監督賞（1970年、1977年、1991年、2002年）
  - 脚本賞（1970年、1974年、1977年、2002年）
  - 読者選出日本映画監督賞（1977年）
- アジア映画祭最優秀喜劇賞（1980年）
- 都民文化栄誉章（1983年）
- ウィーン市ヨハン賞（1989年）
- 第8回山路ふみ子福祉賞（1991年）
- 日刊スポーツ映画大賞・監督賞（1991年・2002年[40]）
- 第6回淀川長治賞（1995年）
- 上海国際映画祭最高監督賞（1999年）
- 勲四等旭日小綬章（2002年）
- 第21回川喜多賞（2003年）[41]
- 文化功労者（2004年）
- 第7回菊島隆三賞（2004年）対象作品「隠し剣 鬼の爪」
- 第27回報知映画賞・監督賞（2007年）
- アジア映画終身監督賞（2008年）
- アジア・フィルム・アワード 特別功労賞（2008年）
- ベルリナーレカメラ賞（ベルリン映画祭特別功労賞）（2010年）[42]
- 文化勲章（2012年）[43]
- 葛飾区名誉区民（2012年）[44]
- 名誉都民（2014年）
- 第2回SAMURAI賞（2015年）[45]
- 第25回日本映画批評家大賞・実写部門 ダイヤモンド賞（2016年）[46]
- 第9回したまちコメディ映画祭in台東・コメディ栄誉賞（2016年）[47]
- 豊中市名誉市民（2016年）[21][24]
- キタデミー賞 監督賞（2018年）[48]
- 日本クリエイション大賞2022／第20回シネマ夢倶楽部表彰・20周年特別表彰（2022年）

## 作品

### 映画

#### 監督作品
| 公開年 | 作品名                              | 製作・配給 | 主な出演者                                                                                             | 受賞・栄典 |
| ------ | ----------------------------------- | ---------- | --- | --- |
| 1961   | 二階の他人                          | 松竹       | 小坂一也、葵京子、高橋とよ                                                                             | |
| 1963   | 下町の太陽                          | 松竹       | 倍賞千恵子、勝呂誉、東野英治郎                                                                         | |
| 1964   | 馬鹿まるだし                        | 松竹       | ハナ肇、桑野みゆき                                                                                     | |
| 1964   | いいかげん馬鹿                      | 松竹       | ハナ肇、岩下志麻                                                                                       | |
| 1964   | 馬鹿が戦車でやって来る              | 松竹       | ハナ肇、岩下志麻、飯田蝶子                                                                             | |
| 1965   | 霧の旗                              | 松竹       | 倍賞千恵子、滝沢修、新珠三千代                                                                         | |
| 1966   | 運が良けりゃ                        | 松竹       | ハナ肇、倍賞千恵子                                                                                     | 第17回ブルーリボン賞監督賞 |
| 1966   | なつかしい風来坊                    | 松竹       | ハナ肇、倍賞千恵子                                                                                     | 第17回ブルーリボン賞監督賞 |
| 1967   | 九ちゃんのでっかい夢                | 松竹       | 坂本九、倍賞千恵子、竹脇無我                                                                           | |
| 1967   | 愛の讃歌                            | 松竹       | 倍賞千恵子、中山仁、伴淳三郎                                                                           | |
| 1967   | 喜劇 一発勝負                       | 松竹       | ハナ肇、倍賞千恵子、加東大介                                                                           | |
| 1968   | ハナ肇の一発大冒険                  | 松竹       | ハナ肇、倍賞千恵子、倍賞美津子                                                                         | |
| 1968   | 吹けば飛ぶよな男だが                | 松竹       | なべおさみ、緑魔子、ミヤコ蝶々                                                                         | |
| 1969   | 喜劇 一発大必勝                     | 松竹       | ハナ肇、倍賞千恵子、谷啓                                                                               | |
| 1969   | 男はつらいよ                        | 松竹       | 渥美清、倍賞千恵子、光本幸子、志村喬                                                                   | - 第24回毎日映画コンクール監督賞／山田洋次 - 同・男優賞／渥美清 - キネマ旬報ベスト・テン第6位 - シナリオ作家協会シナリオ賞／森﨑東 - 第20回芸術選奨・文部大臣賞／山田洋次 - 全国興行環境衛生同業組合第14回ゴールデングロス賞特別感謝賞 |
| 1969   | 続・男はつらいよ                    | 松竹       | 渥美清、倍賞千恵子、佐藤オリエ                                                                         | - 第24回毎日映画コンクール監督賞／山田洋次 - 同・主演男優賞／渥美清 - キネマ旬報BEST10第9位 |
| 1970   | 男はつらいよ 望郷篇                 | 松竹       | 渥美清、倍賞千恵子、長山藍子                                                                           | - 第25回毎日映画コンクール脚本賞／山田洋次、宮崎晃 - 同・主演女優賞／倍賞千恵子 - キネマ旬報ベスト・テン第8位 - 同・脚本賞／山田洋次、宮崎晃 - 同・女優賞／倍賞千恵子 - シナリオ作家協会シナリオ賞／山田洋次、宮崎晃 |
| 1970   | 家族                                | 松竹       | 倍賞千恵子、井川比佐志、笠智衆                                                                         | - 第25回毎日映画コンクール日本映画大賞 - 第25回毎日映画コンクール男優主演賞（井川比佐志） - 第25回毎日映画コンクール女優主演賞（倍賞千恵子） - 第25回毎日映画コンクール男優助演賞（笠智衆） - 第25回毎日映画コンクール脚本賞（山田洋次、宮崎晃） - キネマ旬報ベスト・テン第1位 - キネマ旬報ベスト・テン日本映画監督賞（山田洋次） - キネマ旬報ベスト・テン脚本賞（山田洋次、宮崎晃） - キネマ旬報ベスト・テン女優賞（倍賞千恵子） - キネマ旬報ベスト・テン男優賞（井川比佐志） |
| 1971   | 男はつらいよ 純情篇                 | 松竹       | 渥美清、倍賞千恵子、若尾文子、森繁久彌                                                                 | - 第26回毎日映画コンクール監督賞／山田洋次 - 第22回芸術選奨文部大臣賞／渥美清 |
| 1971   | 男はつらいよ 奮闘篇                 | 松竹       | 渥美清、倍賞千恵子、榊原るみ、田中邦衛                                                                 | - 第26回毎日映画コンクール監督賞／山田洋次 |
| 1971   | 男はつらいよ 寅次郎恋歌             | 松竹       | 渥美清、倍賞千恵子、池内淳子、岡本茉莉                                                                 | - 第26回毎日映画コンクール監督賞／山田洋次 - キネマ旬報ベスト・テン第8位 - シナリオ作家協会シナリオ賞／山田洋次、朝間義隆 - 第25回映画技術賞／高羽哲夫 |
| 1972   | 男はつらいよ 柴又慕情               | 松竹       | 渥美清、倍賞千恵子、吉永小百合、宮口精二                                                               | - キネマ旬報BEST10第6位 - 同・読者の日本映画ベスト・テン第6位 |
| 1972   | 男はつらいよ 寅次郎夢枕             | 松竹       | 渥美清、倍賞千恵子、八千草薫、田中絹代                                                                 | - 第28回毎日映画コンクール監督賞／山田洋次 - 第1回文化庁優秀映画 |
| 1972   | 故郷                                | 松竹       | 倍賞千恵子、井川比佐氏、笠智衆                                                                         | |
| 1973   | 男はつらいよ 寅次郎忘れな草         | 松竹       | 渥美清、倍賞千恵子、浅丘ルリ子                                                                         | - 第28回毎日映画コンクール監督賞／山田洋次 - 同・脚本賞／山田洋次、宮崎晃、朝間義隆 - キネマ旬報ベスト・テン第9位 - 第17回日本映画テレビ技術協会・録音の部／中村寛、松本隆司 |
| 1973   | 男はつらいよ 私の寅さん             | 松竹       | 渥美清、倍賞千恵子、岸恵子                                                                             | |
| 1974   | 男はつらいよ 寅次郎恋やつれ         | 松竹       | 渥美清、倍賞千恵子、吉永小百合                                                                         | |
| 1974   | 男はつらいよ 寅次郎子守唄           | 松竹       | 渥美清、倍賞千恵子、十朱幸代                                                                           | |
| 1975   | 男はつらいよ 寅次郎相合い傘         | 松竹       | 渥美清、倍賞千恵子、浅丘ルリ子、船越英二                                                               | - 第30回毎日映画コンクール主演女優賞／浅丘ルリ子 - 同・美術賞／佐藤公信 - キネマ旬報ベスト・テン第5位 - 同・主演女優賞／浅丘ルリ子 - 第18回ブルーリボン賞主演女優賞／浅丘ルリ子 - 同・助演女優賞／倍賞千恵子 - 同・特別賞／山田洋次 |
| 1975   | 男はつらいよ 葛飾立志篇             | 松竹       | 渥美清、倍賞千恵子、桜田淳子、樫山文枝                                                                 | |
| 1975   | 同胞                                | 松竹       | 寺尾聰、倍賞千恵子、大滝秀治                                                                           | |
| 1976   | 男はつらいよ 寅次郎夕焼け小焼け     | 松竹       | 渥美清、倍賞千恵子、太地喜和子、岡田嘉子、宇野重吉                                                     | - 第31回毎日映画コンクール日本映画優秀賞 - キネマ旬報ベスト・テン第2位 - 同・助演女優賞／太地喜和子 - 第19回ブルーリボン賞BEST10ランク - 第1回報知映画賞助演女優賞／太地喜和子 - 第5回文化庁優秀映画 |
| 1976   | 男はつらいよ 寅次郎純情詩集         | 松竹       | 渥美清、倍賞千恵子、檀ふみ                                                                             | |
| 1977   | 男はつらいよ 寅次郎と殿様           | 松竹       | 渥美清、倍賞千恵子、真野響子、嵐寛寿郎                                                                 | |
| 1977   | 男はつらいよ 寅次郎頑張れ!          | 松竹       | 渥美清、倍賞千恵子、大竹しのぶ、中村雅俊                                                               | |
| 1977   | 幸福の黄色いハンカチ                | 松竹       | 高倉健、倍賞千恵子、桃井かおり、武田鉄矢                                                               | - 第1回日本アカデミー賞 - 最優秀作品賞 - 最優秀監督賞／山田洋次 - 最優秀脚本賞／山田洋次・朝間義隆 - 最優秀主演男優賞／高倉健 - 最優秀助演男優賞／武田鉄矢 - 最優秀助演女優賞／桃井かおり - 優秀主演女優賞／倍賞千恵子 - 優秀音楽賞／佐藤勝 - 第51回キネマ旬報賞 - 日本映画ベスト・テン第1位 - 監督賞／山田洋次 - 脚本賞／山田洋次・朝間義隆 - 主演男優賞／高倉健 - 助演男優賞／武田鉄矢 - 助演女優賞／桃井かおり - 読者選出日本映画第1位 - 読者選出日本映画監督賞／山田洋次 - 第32回毎日映画コンクール - 日本映画大賞 - 監督賞／山田洋次 - 脚本賞／山田洋次・朝間義隆 - 男優演技賞／高倉健 - 音楽賞／佐藤勝 - 録音賞／中村寛 - 第20回ブルーリボン賞 - 作品賞 - 監督賞／山田洋次 - 主演男優賞／高倉健 - 助演女優賞／桃井かおり - 第2回報知映画賞 - 作品賞 - 主演男優賞／高倉健 |
| 1978   | 男はつらいよ 寅次郎わが道をゆく     | 松竹       | 渥美清、倍賞千恵子、木の実ナナ、武田鉄矢                                                               | |
| 1978   | 男はつらいよ 噂の寅次郎             | 松竹       | 渥美清、倍賞千恵子、大原麗子                                                                           | |
| 1979   | 男はつらいよ 翔んでる寅次郎         | 松竹       | 渥美清、倍賞千恵子、桃井かおり、布施明                                                                 | - 第34回毎日映画コンクール特別賞／山田洋次監督を中心とする『男はつらいよ』シリーズの製作スタッフ - 第22回ブルーリボン賞主演女優賞／桃井かおり |
| 1979   | 男はつらいよ 寅次郎春の夢           | 松竹       | 渥美清、倍賞千恵子、香川京子、林寛子、ハーブ・エデルマン                                               | |
| 1980   | 男はつらいよ 寅次郎ハイビスカスの花 | 松竹       | 渥美清、倍賞千恵子、浅丘ルリ子                                                                         | - 第4回日本アカデミー賞最優秀脚本賞／山田洋次、朝間義隆 - 同・最優秀主演女優賞／倍賞千恵子 - 同・特別賞／渥美清 - 第5回報知映画賞最優秀主演女優賞／倍賞千恵子 |
| 1980   | 男はつらいよ 寅次郎かもめ歌         | 松竹       | 渥美清、倍賞千恵子、伊藤蘭                                                                             | |
| 1980   | 遙かなる山の呼び声                  | 松竹       | 高倉健、倍賞千恵子、吉岡秀隆                                                                           | - モントリオール世界映画祭 審査員特別賞 - 第35回毎日映画コンクール - 日本映画優秀賞 - 女優演技賞／倍賞千恵子 - 第4回日本アカデミー賞 - 最優秀脚本賞／朝間義隆、山田洋次 - 最優秀主演男優賞／高倉健 - 最優秀主演女優賞／倍賞千恵子 - 最優秀音楽賞／佐藤勝 - 優秀作品賞 - 優秀監督賞／山田洋次 - 優秀録音賞／中村寛 |
| 1981   | 男はつらいよ 浪花の恋の寅次郎       | 松竹       | 渥美清、倍賞千恵子、松坂慶子、芦屋雁之助                                                               | - 第5回日本アカデミー賞最優秀主演女優賞／松坂慶子 - 第36回毎日映画コンクール女優演技賞／倍賞千恵子 - 第24回ブルーリボン賞主演女優賞／松坂慶子 - 第6回報知映画賞最優秀主演女優賞／松坂慶子 |
| 1981   | 男はつらいよ 寅次郎紙風船           | 松竹       | 渥美清、倍賞千恵子、音無美紀子、岸本加世子                                                             | - 第37回毎日映画コンクール日本映画優秀賞 |
| 1982   | 男はつらいよ 寅次郎あじさいの恋     | 松竹       | 渥美清、倍賞千恵子、いしだあゆみ、片岡仁左衛門                                                         | - 第25回ブルーリボン賞最優秀映画賞 - 同・主演男優賞／渥美清 - 同・助演男優賞／柄本明 - 第7回報知映画賞最優秀助演男優賞／柄本明 |
| 1982   | 男はつらいよ 花も嵐も寅次郎         | 松竹       | 渥美清、倍賞千恵子、田中裕子、沢田研二                                                                 | - 第1回ゴールデングロス賞優秀銀賞 |
| 1983   | 男はつらいよ 旅と女と寅次郎         | 松竹       | 渥美清、倍賞千恵子、都はるみ                                                                           | |
| 1983   | 男はつらいよ 口笛を吹く寅次郎       | 松竹       | 渥美清、倍賞千恵子、竹下景子、中井貴一、杉田かおる                                                     | - 第2回ゴールデングロス賞優秀銀賞、マネーメイキング監督賞 |
| 1984   | 男はつらいよ 夜霧にむせぶ寅次郎     | 松竹       | 渥美清、倍賞千恵子、中原理恵、渡瀬恒彦                                                                 | |
| 1984   | 男はつらいよ 寅次郎真実一路         | 松竹       | 渥美清、倍賞千恵子、大原麗子、米倉斉加年                                                               | - 第3回ゴールデングロス賞優秀銀賞、マネーメイキングスター賞 |
| 1985   | 男はつらいよ 寅次郎恋愛塾           | 松竹       | 渥美清、倍賞千恵子、樋口可南子、平田満                                                                 | |
| 1985   | 男はつらいよ 柴又より愛をこめて     | 松竹       | 渥美清、倍賞千恵子、栗原小巻                                                                           | - 第10回日本アカデミー賞優秀監督賞／山田洋次 - 同・優秀主演賞／渥美清 - 同・優秀助演女優賞／美保純 - 同・優秀音楽賞／山本直純 - 同・優秀美術賞／出川三男 - 同・優秀録音賞／鈴木功、松本隆司 |
| 1986   | 男はつらいよ 幸福の青い鳥           | 松竹       | 渥美清、倍賞千恵子、志穂美悦子、長渕剛                                                                 | |
| 1986   | キネマの天地                        | 松竹       | 有森也実、渥美清、中井貴一                                                                             | - 第10回日本アカデミー賞 - 優秀作品賞 - 優秀監督賞／山田洋次 - 優秀脚本賞／井上ひさし、山田太一、朝間義隆、山田洋次 - 優秀主演男優賞／渥美清 - 優秀助演男優賞／すまけい - 優秀助演女優賞／美保純 - 優秀音楽賞／山本直純 - 優秀美術賞／出川三男 - 優秀録音賞／鈴木功、松本隆司 - 新人俳優賞／有森也実） - 第4回ゴールデングロス賞優秀銀賞 |
| 1987   | 男はつらいよ 知床慕情               | 松竹       | 渥美清、倍賞千恵子、竹下景子、淡路恵子、三船敏郎                                                       | - 第11回日本アカデミー賞優秀助演男優賞／三船敏郎 - 同・優秀助演女優賞／淡路恵子 - 第42回毎日映画コンクール日本映画優秀賞 - 同・男優助演賞／三船敏郎 - 第61回キネマ旬報ベスト・テン第6位 - 第30回ブルーリボン賞助演男優賞／三船敏郎 - 第5回ゴールデングロス賞優秀銀賞 - 第3回文化庁芸術作品賞 - 第16回文化庁優秀映画 |
| 1987   | 男はつらいよ 寅次郎物語             | 松竹       | 渥美清、倍賞千恵子、秋吉久美子、五月みどり                                                             | - 第12回日本アカデミー賞優秀監督賞／山田洋次 - 同・優秀助演女優賞／秋吉久美子 - 同・優秀脚本賞／山田洋次、朝間義隆 - 同・優秀録音賞／松本隆司、鈴木功 - 第1回日刊スポーツ映画大賞主演男優賞／渥美清 |
| 1988   | ダウンタウン・ヒーローズ            | 松竹       | 中村橋之助、中村芝翫、薬師丸ひろ子、柳葉敏郎                                                           | - 第12回日本アカデミー賞 - 優秀作品賞 - 優秀監督賞／山田洋次 - 優秀脚本賞／山田洋次、朝間義隆 - 優秀助演男優賞／柳葉敏郎 - 最優秀助演女優賞／石田えり - 優秀音楽賞／松村禎三 - 優秀録音賞／鈴木功、松本隆司 - 新人俳優賞／中村橋之助 |
| 1988   | 男はつらいよ 寅次郎サラダ記念日     | 松竹       | 渥美清、倍賞千恵子、三田佳子、三田寛子                                                                 | - 第13回日本アカデミー賞優秀主演女優賞／三田佳子 - 第7回ゴールデングロス賞優秀銀賞 |
| 1989   | 男はつらいよ 寅次郎心の旅路         | 松竹       | 渥美清、倍賞千恵子、竹下景子、淡路恵子、柄本明                                                         | |
| 1989   | 男はつらいよ ぼくの伯父さん         | 松竹       | 渥美清、吉岡秀隆、後藤久美子、檀ふみ                                                                   | - 第8回ゴールデングロス賞優秀銀賞 - 第3回日刊スポーツ映画大賞助演男優賞／吉岡秀隆 |
| 1990   | 男はつらいよ 寅次郎の休日           | 松竹       | 渥美清、吉岡秀隆、後藤久美子、夏木マリ                                                                 | - 第14回日本アカデミー賞優秀助演男優賞／吉岡秀隆 - 同・優秀助演女優賞／後藤久美子 - 第33回ブルーリボン賞邦画ベスト・テン第2位 - 第9回ゴールデングロス賞優秀銀賞 - 第1回文化庁優秀映画作品賞長編映画部門 |
| 1991   | 息子                                | 松竹       | 三國連太郎、永瀬正敏、和久井映見                                                                       | - 第15回日本アカデミー賞 - 最優秀作品賞 - 最優秀主演男優賞／三國連太郎 - 最優秀助演男優賞／永瀬正敏 - 最優秀助演女優賞／和久井映見 - 新人俳優賞／和久井映見 - 優秀監督賞／山田洋次 - 優秀音楽賞／松村禎三 - 優秀撮影賞／ 高羽哲夫 - 優秀照明賞／青木好文 - 優秀美術賞／出川三男 - 優秀録音賞／鈴木功、松本隆司 - 優秀編集賞／石井厳 - 第65回キネマ旬報賞 - 日本映画ベスト・テン第1位 - 監督賞／山田洋次 - 主演男優賞／三國連太郎 - 助演男優賞／永瀬正敏 - 助演女優賞／和久井映見 - 第46回毎日映画コンクール - 日本映画大賞 - 監督賞／山田洋次 - 主演男優賞／三國連太郎 - 撮影賞／高羽哲夫 - 日本映画ファン賞 - 第4回日刊スポーツ映画大賞 - 作品賞 - 監督賞／山田洋次 - 主演男優賞／三國連太郎 - 助演男優賞／永瀬正敏 - 助演女優賞／和久井映見 - 第34回ブルーリボン賞 - 助演男優賞／永瀬正敏 - 第16回報知映画賞 - 作品賞 - 主演男優賞／三國連太郎 - 第15回山路ふみ子映画賞 - 福祉賞 - 新人賞 - 第1回日本映画批評家大賞 - 作品賞 - 男優賞 |
| 1991   | 男はつらいよ 寅次郎の告白           | 松竹       | 渥美清、吉岡秀隆、後藤久美子、吉田日出子                                                               | - 第2回文化庁優秀映画作品賞長編映画部門 |
| 1992   | 男はつらいよ 寅次郎の青春           | 松竹       | 渥美清、吉岡秀隆、後藤久美子、風吹ジュン                                                               | - 第11回ゴールデングロス賞優秀銀賞 - 第3回文化庁優秀映画作品賞長編映画部門 |
| 1993   | 学校                                | 松竹       | 西田敏行、田中邦衛、萩原聖人、中江有里、竹下景子                                                       | - 第17回日本アカデミー賞（1994年） - 最優秀作品賞 - 最優秀監督賞／山田洋次 - 最優秀脚本賞／山田洋次、朝間義隆 - 最優秀主演男優賞／西田敏行 - 最優秀助演男優賞／田中邦衛 - 最優秀録音賞／鈴木功、松本隆司 - 助演女優賞／竹下景子、裕木奈江 - 新人俳優賞／萩原聖人、裕木奈江 - 話題賞・俳優部門／萩原聖人 - 優秀音楽賞／冨田勲 - 優秀撮影賞／長沼六男、高羽哲夫 - 優秀照明賞／熊谷秀夫 - 優秀美術賞／出川三男、横山豊 - 優秀編集賞／石井巌 - 第48回毎日映画コンクール（1993年） - 日本映画優秀賞 - 日本映画ファン賞 - 宣伝賞・優秀賞 |
| 1993   | 男はつらいよ 寅次郎の縁談           | 松竹       | 渥美清、吉岡秀隆、松坂慶子                                                                             | - 第17回日本アカデミー賞 - 最優秀監督賞／山田洋次 - 最優秀脚本賞／山田洋次、朝間義隆 - 最優秀録音賞／鈴木功、松本隆司 - 優秀美術賞／出川三男、横山豊 - 優秀編集賞／石井巌 - 会長特別賞／笠智衆 - 第12回ゴールデングロス賞優秀銀賞 |
| 1994   | 男はつらいよ 拝啓車寅次郎様         | 松竹       | 渥美清、吉岡秀隆、牧瀬里穂、かたせ梨乃                                                                 | - 第5回文化庁優秀映画作品賞長編映画部門 - 第13回ゴールデングロス賞優秀銀賞 |
| 1995   | 男はつらいよ 寅次郎紅の花           | 松竹       | 渥美清、浅丘ルリ子、吉岡秀隆、後藤久美子                                                               | - 第9回日刊スポーツ映画大賞主演女優賞／浅丘ルリ子 - 第14回ゴールデングロス賞優秀銀賞 |
| 1996   | 学校II                              | 松竹       | 西田敏行、吉岡秀隆、神戸浩、永瀬正敏                                                                   | - 第51回毎日映画コンクール - 日本映画優秀賞 - 男優助演賞／吉岡秀隆 - 録音賞／鈴木功、松本隆司 - 第20回日本アカデミー賞 - 優秀作品賞 - 優秀監督賞／山田洋次 - 優秀脚本賞／山田洋次・朝間義隆 - 優秀主演男優賞／西田敏行 - 優秀主演女優賞／いしだあゆみ - 優秀助演男優賞／永瀬正敏、吉岡秀隆、神戸浩 - 優秀撮影賞／長沼六男 - 優秀照明賞／熊谷秀夫 - 優秀録音賞／鈴木功、松本隆司 - 優秀編集賞／石井巌 |
| 1996   | 虹をつかむ男                        | 松竹       | 西田敏行、吉岡秀隆、田中裕子                                                                           | |
| 1997   | 虹をつかむ男 南国奮斗篇             | 松竹       | 西田敏行、吉岡秀隆、松坂慶子、小泉今日子                                                               | |
| 1998   | 学校III                             | 松竹       | 大竹しのぶ、小林稔侍、黒田勇樹                                                                         | - 第53回毎日映画コンクール - 日本映画優秀賞 - 女優助演賞／余貴美子 - 第14回ブルーリボン賞助演女優賞／余貴美子 - 第22回日本アカデミー賞 - 優秀作品賞 - 優秀監督賞／山田洋次 - 優秀脚本賞／山田洋次、朝間義隆 - 優秀主演女優賞／大竹しのぶ - 優秀助演女優賞／余貴美子 - 新人俳優賞／黒田勇樹 |
| 2000   | 十五才 学校IV                       | 松竹       | 金井勇太、小林稔侍、丹波哲郎                                                                           | - 第24回日本アカデミー賞 - 優秀作品賞 - 優秀監督賞／山田洋次 - 優秀脚本賞／山田洋次・朝間義隆・平松恵美子 - 優秀助演男優賞／赤井英和・丹波哲郎 - 優秀助演女優賞／麻実れい - 新人俳優賞／金井勇太 - 優秀撮影賞／長沼六男 - 優秀照明賞／吉角荘介 - 優秀美術賞／出川三男 - 優秀録音賞／岸田和美 - 第55回毎日映画コンクール - 日本映画優秀賞 - 脚本賞／山田洋次、朝間義隆、平松恵美子 |
| 2002   | たそがれ清兵衛                      | 松竹       | 真田広之、宮沢りえ、田中泯、岸惠子                                                                     | - 第26回日本アカデミー賞 - 最優秀作品賞 - 最優秀監督賞／山田洋次 - 最優秀脚本賞／山田洋次、朝間義隆 - 最優秀主演男優賞／真田広之 - 最優秀主演女優賞／宮沢りえ - 最優秀助演男優賞／田中泯 - 優秀助演女優賞／岸惠子） - 新人俳優賞／田中泯） - 最優秀音楽賞／冨田勲 - 最優秀撮影賞／長沼六男 - 最優秀照明賞／中岡源権 - 最優秀美術賞／西岡善信、出川三男 - 最優秀録音賞／岸田和美 - 最優秀編集賞／石井巌 - 第45回ブルーリボン賞作品賞、助演女優賞／宮沢りえ - 第76回キネマ旬報ベスト・テン第1位 - 第57回毎日映画コンクール - 第27回報知映画賞最優秀作品賞 最優秀監督賞／山田洋次 最優秀主演女優賞／宮沢りえ - 第15回日刊スポーツ映画大賞作品賞 監督賞／山田洋次 主演男優賞／真田広之 助演女優賞／宮沢りえ |
| 2004   | 隠し剣 鬼の爪                       | 松竹       | 永瀬正敏、松たか子、小澤征悦                                                                           | - 第29回報知映画賞 主演女優賞（松たか子） - 第28回日本アカデミー賞 - 優秀作品賞 - 優秀監督賞／山田洋次 - 優秀脚本賞／山田洋次、朝間義隆 - 優秀主演男優賞／永瀬正敏 - 優秀主演女優賞／松たか子 - 優秀助演男優賞／吉岡秀隆 - 優秀音楽賞／冨田勲 - 優秀撮影賞／長沼六男 - 優秀照明賞／中岡源権 - 最優秀美術賞／出川三男、西岡善信 - 優秀録音賞／岸田和美 - 優秀編集賞／石井巌 - ジンバブエ映画祭最優秀賞 |
| 2006   | 武士の一分                          | 松竹       | 木村拓哉、檀れい、笹野高史、坂東三津五郎                                                               | - 第30回日本アカデミー賞 - 優秀作品賞 - 優秀監督賞 - 優秀脚本賞 - 優秀主演女優賞 - 最優秀助演男優賞 - 優秀助演女優賞 - 優秀音楽賞 - 最優秀撮影賞 - 優秀美術賞 - 優秀録音賞 - 最優秀照明賞 - 優秀編集賞 （木村拓哉は、事務所の方針により日本アカデミー賞主演男優賞、ブルーリボン賞主演男優賞のノミネートを辞退） - 第25回ゴールデングロス賞 日本映画部門優秀銀賞 |
| 2008   | 母べえ                              | 松竹       | 吉永小百合、浅野忠信、志田未来、佐藤未来                                                               | - 第32回日本アカデミー賞 - 優秀作品賞 - 優秀監督賞／山田洋次 - 優秀脚本賞／山田洋次・平松恵美子 - 優秀主演女優賞／吉永小百合 - 優秀助演男優賞／浅野忠信 - 優秀助演女優賞／檀れい - 優秀音楽賞／冨田勲 - 優秀撮影賞／中須岳士 - 優秀美術賞／出川三男 - 優秀録音賞／岸田和美 - 優秀編集賞／石井巌 |
| 2008   | シネマ歌舞伎 人情噺 文七元結        | 松竹       | | |
| 2008   | シネマ歌舞伎 連獅子                 | 松竹       | | |
| 2010   | おとうと                            | 松竹       | 吉永小百合、笑福亭鶴瓶、蒼井優、加瀬亮                                                                 | - 第34回日本アカデミー賞 - 優秀作品賞 - 優秀監督賞／山田洋次 - 優秀脚本賞／山田洋次、平松恵美子 - 優秀主演男優賞／笑福亭鶴瓶 - 優秀主演女優賞／吉永小百合 - 優秀助演女優賞／蒼井優 - 優秀音楽賞／冨田勲 - 優秀撮影賞／近森眞史 - 優秀照明賞／渡邊孝一 - 優秀録音賞／岸田和美 - 優秀編集賞／石井巌 |
| 2010   | 京都太秦物語                        | 松竹       | 海老瀬はな、USA（EXILE)                                                                                | |
| 2013   | 東京家族                            | 松竹       | 橋爪功、吉行和子、蒼井優、妻夫木聡                                                                     | 第37回日本アカデミー賞 - 優秀作品賞 - 優秀監督賞／山田洋次 - 優秀脚本賞／山田洋次、平松恵美子 - 優秀主演男優賞／橋爪功 - 優秀主演女優賞／吉行和子 - 優秀助演男優賞／妻夫木聡 - 優秀助演女優賞／蒼井優 - 優秀音楽賞／久石譲 - 優秀撮影賞／近森眞史 - 優秀照明賞／渡邊孝一 - 優秀録音賞／岸田和美 - 優秀編集賞／石井巌 |
| 2014   | 小さいおうち                        | 松竹       | 松たか子、倍賞千恵子、黒木華                                                                           | - 第64回ベルリン国際映画祭 - 最優秀女優賞（銀熊賞）／黒木華 - 第38回日本アカデミー賞 - 最優秀助演女優賞／黒木華 - 優秀作品賞 - 優秀脚本賞／山田洋次、平松恵美子 - 優秀音楽賞／久石譲 - 優秀撮影賞／近森眞史 - 優秀照明賞／渡邊孝一 - 優秀美術賞／出川三男、須江大輔 - 優秀録音賞／岸田和美 - 優秀編集賞／石井巌 - 優秀編集賞／佐藤崇 - 第89回キネマ旬報ベストテン - 日本映画ベストテン 第6位 - 読者選出日本映画ベストテン 第3位 - 第10回おおさかシネマフェスティバル - 2014年度ベストテン 第6位（日本映画の部） |
| 2015   | 母と暮せば                          | 松竹       | 吉永小百合、二宮和也、黒木華                                                                           | - 第89回キネマ旬報ベスト・テン第9位 - 主演男優賞／二宮和也 - 助演女優賞／黒木華 - 第39回日本アカデミー賞 - 最優秀主演男優賞／二宮和也 - 最優秀助演女優賞／黒木華 - 優秀作品賞 - 優秀脚本賞／山田洋次・平松恵美子 - 優秀主演女優賞／吉永小百合 - 優秀助演男優賞／浅野忠信 - 優秀撮影賞／近森眞史 - 優秀照明賞／渡邊孝一 - 優秀美術賞／出川三男 - 優秀録音賞／岸田和美 - 優秀編集賞／石井巌 - 第70回毎日映画コンクール - 男優助演賞／加藤健一 - 音楽賞／坂本龍一 |
| 2016   | 家族はつらいよ                      | 松竹       | 橋爪功、吉行和子、蒼井優、妻夫木聡                                                                     | - 第40回日本アカデミー賞 - 優秀作品賞 - 優秀脚本賞／山田洋次・平松恵美子 - 優秀撮影賞／近森眞史 - 優秀照明賞／渡邊孝一 - 優秀美術賞／倉田智子 - 優秀録音賞／岸田和美 - 優秀編集賞／石井巌 第8回TAMA映画賞 - 最優秀女優賞／蒼井優 |
| 2017   | 家族はつらいよ2                     | 松竹       | 橋爪功、吉行和子、蒼井優、妻夫木聡                                                                     | - 第41回日本アカデミー賞 - 優秀脚本賞／山田洋次・平松恵美子 - 優秀助演男優賞／西村雅彦 - 優秀助演女優賞／夏川結衣 - 優秀撮影賞／近森眞史 - 優秀照明賞／渡邊孝一 - 優秀美術賞／倉田智子・小林久之 - 優秀録音賞／岸田和美 - 優秀編集賞／石井巌 |
| 2018   | 妻よ薔薇のように 家族はつらいよIII  | 松竹       | 橋爪功、吉行和子、蒼井優、妻夫木聡 夏川結衣                                                            | |
| 2019   | 男はつらいよ お帰り 寅さん          | 松竹       | 渥美清、倍賞千恵子、吉岡秀隆、後藤久美子、前田吟、池脇千鶴、夏木マリ、浅丘ルリ子                       | - 第44回日本アカデミー賞 - 最優秀編集賞（石井巌、石島一秀） - 優秀作品賞 - 優秀脚本賞（山田洋次、朝原雄三） - 優秀主演女優賞（倍賞千恵子） - 優秀助演女優賞（後藤久美子） - 優秀撮影賞（近森眞史） - 優秀照明賞（土山正人） - 優秀音楽賞（山本純ノ介） - 優秀美術賞（倉田智子、吉澤祥子） - 優秀録音賞（岸田和美） |
| 2021   | キネマの神様                        | 松竹       | 沢田研二、菅田将暉、永野芽郁、野田洋次郎、リリー・フランキー、北川景子、寺島しのぶ、小林稔侍、宮本信子 | - 第13回TAMA映画賞 最優秀男優賞 - 菅田将暉 - 第46回報知映画賞 助演女優賞 - 寺島しのぶ - 第45回日本アカデミー賞 - 優秀作品賞 - 優秀脚本賞 - 山田洋次／朝原雄三 - 優秀撮影賞 - 近森眞史 - 優秀照明賞 - 土山正人 - 優秀音楽賞 - 岩代太郎 - 優秀美術賞 - 西村貴志 - 優秀録音賞 - 長村翔太 - 優秀編集賞 - 石島一秀 |
| 2023   | こんにちは、母さん                  | 松竹       | 吉永小百合、大泉洋、永野芽郁、寺尾聰、宮藤官九郎、YOU、枝元萌、加藤ローサ、田口浩正、田中泯            | |

#### その他の映像作品
| 公開年         | 作品名                                      | 監督       | 製作・配給                           | クレジット                   |
| -------------- | ------------------------------------------- | ---------- | ------------------------------------ | ---------------------------- |
| 1957年         | 蜂の子（教育映画）                          | 津田不二夫 | 東映                                 | 脚本                         |
| 1958年3月11日  | 月給13,000円                                | 野村芳太郎 | 松竹                                 | 脚本                         |
| 1958年7月13日  | モダン道中 その恋待ったなし                 | 野村芳太郎 | 松竹                                 | 脚本                         |
| 1958年12月7日  | 明日をつくる少女                            | 井上和男   | 松竹                                 | 脚本                         |
| 1959年9月20日  | 暁の地平線                                  | 井上和男   | 松竹                                 | 脚本                         |
| 1960年3月18日  | 黄色いさくらんぼ                            | 野村芳太郎 | 松竹                                 | 脚本                         |
| 1961年3月19日  | ゼロの焦点                                  | 野村芳太郎 | 松竹                                 | 脚本                         |
| 1961年6月21日  | 恋の画集                                    | 野村芳太郎 | 松竹                                 | 脚本                         |
| 1962年1月29日  | 寛美の我こそは一等社員                      | 生駒千里   | 松竹                                 | 脚本                         |
| 1962年7月1日   | 九ちゃん音頭                                | 市村泰一   | 松竹                                 | 脚本                         |
| 1962年7月1日   | あの橋の畔で                                | 野村芳太郎 | 松竹                                 | 脚本                         |
| 1962年9月30日  | あの橋の畔で 第2部                          | 野村芳太郎 | 松竹                                 | 脚本                         |
| 1963年1月6日   | あの橋の畔で 第3部                          | 野村芳太郎 | 松竹                                 | 脚本                         |
| 1963年7月27日  | あの橋の畔で 完結篇                         | 野村芳太郎 | 松竹                                 | 脚本                         |
| 1964年1月1日   | 続・拝啓天皇陛下様                          | 野村芳太郎 | 松竹                                 | 脚本                         |
| 1966年4月29日  | 暖流                                        | 野村芳太郎 | 松竹                                 | 脚本                         |
| 1966年7月30日  | おはなはん                                  | 野村芳太郎 | 松竹                                 | 脚本                         |
| 1966年10月1日  | おはなはん 第二部                           | 野村芳太郎 | 松竹                                 | 脚本                         |
| 1967年11月11日 | 女の一生                                    | 野村芳太郎 | 松竹                                 | 脚本                         |
| 1968年4月13日  | みな殺しの霊歌                              | 加藤泰     | 松竹                                 | 構成                         |
| 1969年10月1日  | 喜劇 女は度胸                               | 森﨑東     | 松竹                                 | 原案                         |
| 1970年1月15日  | 男はつらいよ フーテンの寅                   | 森﨑東     | 松竹                                 | 脚本、原作                   |
| 1970年2月27日  | 新・男はつらいよ                            | 小林俊一   | 松竹                                 | 脚本、原作                   |
| 1971年3月20日  | 望郷                                        | 大嶺俊順   | 松竹                                 | 監修                         |
| 1971年5月19日  | 喜劇 女は男のふるさとヨ                     | 森崎東     | 松竹                                 | 脚本                         |
| 1971年10月1日  | 泣いてたまるか                              | 宮崎晃     | 松竹                                 | 原作                         |
| 1972年6月10日  | 喜劇 社長さん                               | 大嶺俊順   | 松竹                                 | 脚本                         |
| 1974年6月1日   | 東京ド真ン中                                | 野村芳太郎 | 松竹                                 | 脚本                         |
| 1974年10月19日 | 砂の器                                      | 野村芳太郎 | 松竹                                 | 脚本                         |
| 1976年11月6日  | 俺たちの時                                  | 水川淳三   | 松竹                                 | 原作                         |
| 1976年11月6日  | ふたりのイーダ                              | 松山善三   | 映画「ふたりのイーダ」プロダクション | 脚本協力                     |
| 1978年2月25日  | 分校日記 イーハトーブの赤い屋根             | 熊谷勲     | 富士映画                             | 製作                         |
| 1978年8月12日  | 俺は田舎のプレスリー                        | 満友敬司   | 松竹                                 | 原案                         |
| 1978年12月27日 | 俺は上野のプレスリー                        | 大嶺俊順   | 松竹                                 | 原案                         |
| 1979年3月3日   | 俺たちの交響楽                              | 朝間義隆   | 松竹                                 | 原案                         |
| 1981年12月28日 | シュンマオ物語 タオタオ                     | 島村達雄   | 松竹                                 | 監修、原案                   |
| 1983年8月6日   | いとしのラハイナ                            | 栗山富夫   | 松竹                                 | 原案                         |
| 1987年2月21日  | 泣き虫チャチャ                              | 花輪金一   | 松竹                                 | 原作                         |
| 1988年6月4日   | 椿姫                                        | 朝間義隆   | 松竹                                 | 脚本                         |
| 1988年12月24日 | 釣りバカ日誌                                | 栗山富夫   | 松竹                                 | 脚本                         |
| 1989年11月18日 | ハラスのいた日々                            | 栗山富夫   | 松竹                                 | 脚本                         |
| 1989年12月27日 | 釣りバカ日誌2                               | 栗山富夫   | 松竹                                 | 脚本                         |
| 1990年12月22日 | 釣りバカ日誌3                               | 栗山富夫   | 松竹                                 | 脚本                         |
| 1991年12月23日 | 釣りバカ日誌4                               | 栗山富夫   | 松竹                                 | 脚本                         |
| 1992年12月26日 | 釣りバカ日誌5                               | 栗山富夫   | 松竹                                 | 脚本                         |
| 1993年12月25日 | 釣りバカ日誌6                               | 栗山富夫   | 松竹                                 | 脚本                         |
| 1994年7月16日  | 釣りバカ日誌スペシャル                      | 森崎東     | 松竹                                 | 脚本                         |
| 1994年12月23日 | 釣りバカ日誌7                               | 栗山富夫   | 松竹                                 | 脚本                         |
| 1995年3月18日  | 時の輝き                                    | 朝原雄三   | 松竹                                 | 脚色                         |
| 1995年12月23日 | サラリーマン専科                            | 朝原雄三   | 松竹                                 | 脚色                         |
| 1996年8月10日  | 釣りバカ日誌8                               | 栗山富夫   | 松竹                                 | 脚本                         |
| 1996年12月28日 | サラリーマン専科 単身赴任                   | 朝原雄三   | 松竹                                 | 脚色                         |
| 1997年9月6日   | 釣りバカ日誌9                               | 栗山富夫   | 松竹                                 | 脚本                         |
| 1997年11月22日 | 新サラリーマン専科                          | 朝原雄三   | 松竹                                 | 脚本                         |
| 1998年8月8日   | 釣りバカ日誌10                              | 栗山富夫   | 松竹                                 | 脚本                         |
| 1998年12月23日 | 花のお江戸の釣りバカ日誌                    | 栗山富夫   | 松竹                                 | 脚本                         |
| 2000年2月5日   | 釣りバカ日誌イレブン                        | 本木克英   | 松竹                                 | 脚本                         |
| 2001年8月18日  | 釣りバカ日誌12 史上最大の有給休暇           | 本木克英   | 松竹                                 | 脚本                         |
| 2002年8月10日  | 釣りバカ日誌13 ハマちゃん危機一髪!          | 本木克英   | 松竹                                 | 脚本                         |
| 2003年9月20日  | 釣りバカ日誌14 お遍路大パニック!            | 朝原雄三   | 松竹                                 | 脚本                         |
| 2004年8月21日  | 釣りバカ日誌15 ハマちゃんに明日はない!?     | 朝原雄三   | 松竹                                 | 脚本                         |
| 2004年9月11日  | 珈琲時光                                    | 侯孝賢     | 松竹                                 | 衣裳デザイン                 |
| 2005年8月27日  | 釣りバカ日誌16 浜崎は今日もダメだった♪♪     | 朝原雄三   | 松竹                                 | 脚本                         |
| 2006年8月5日   | 釣りバカ日誌17 あとは能登なれハマとなれ!    | 朝原雄三   | 松竹                                 | 脚本                         |
| 2006年9月16日  | 出口のない海                                | 佐々部清   | 松竹                                 | 脚本                         |
| 2007年9月8日   | 釣りバカ日誌18 ハマちゃんスーさん瀬戸の約束 | 朝原雄三   | 松竹                                 | 脚本                         |
| 2008年10月25日 | 釣りバカ日誌19 ようこそ!鈴木建設御一行様    | 朝原雄三   | 松竹                                 | 脚本                         |
| 2009年12月26日 | 釣りバカ日誌20 ファイナル                   | 朝原雄三   | 松竹                                 | 脚本                         |
| 2012年7月14日  | いわさきちひろ 〜27歳の旅立ち〜             | 海南友子   | クレストインターナショナル           | エグゼクティブプロデューサー |

### テレビドラマ

#### 演出
- 東芝日曜劇場（TBSテレビ）
  - 「24才」シリーズ（1967年 - 1969年）
  - 「父」（1971年）
  - 「続・父」（1971年）
  - 「初恋」（1971年、北海道放送）
  - 「放蕩一代息子」（1973年）
  - 「嫁」（1973年）
  - 「恋人」（1974年）
  - 「裏長屋愛妻記」（1974年）
  - 「ふれあい」（1976年）
  - 「幸子の恋」（1976年）
  - 「ひとり娘」（1977年）
  - 「放蕩かっぽれ節」（1978年）
  - 「伜」（1979年）
  - 「出航」（1981年）
  - 「ああ、たらちねの母」（1985年）
  - 「ぼくの椿姫」（1985年、北海道放送）
  - 「くもりのちハーレー」（1988年）
- 泣いてたまるか（TBSテレビ）
  - 第12回「子はかすがい」（1966年）
  - 第27回「なつかしいあいつ」（1967年）
  - 最終回「男はつらい」（1968年）
- 男はつらいよ（1968年、フジテレビ）
- 祝辞（1971年、NHK総合テレビ）
- 遥かなるわが町（1973年、TBSテレビ）
- 松本清張のゼロの焦点（1983年、TBSテレビ） ※橋本忍と共作
- 泣いてたまるか（西田敏行版、TBSテレビ）
  - 第1回「花嫁のお父ちゃん」（1986年）
  - 第3回「結婚に向かない二人」（1986年）
- 遥かなるわが町（1990年、TBSテレビ）
- 祖国（2005年、WOWOW）

#### 脚本
- 遺族（1961年8月16日、NHK総合テレビ） - 野村芳太郎との共作
- 一等寝台車のあいつ（1962年1月2日、日本テレビ放送網） - 山田よしお名義
- 裁く（1963年2月9日、NHK教育テレビ） - 山田よしお名義、熊谷晋との共作
- 浮気はつらいよ（1964年8月22日、日本テレビ放送網）
- おれの番だ!【第7話 ホラ安の唄】（1965年6月7日 - 7月12日、TBSテレビ）
- レモンのような女【第6話オムニバス「もしもその時雨が降っていなかったら」】（1967年6月14日、TBSテレビ）
- おれの義姉さん（1970年、フジテレビ）- 沖熊吉
- あにいもうと（1972年9月3日、TBSテレビ）
- 幼なじみ（1974年3月10日、北海道放送） - 高田三郎との共作
- 乙姫先生（1976年6月13日、北海道放送） - 高田三郎との共作
- あにいもうと（2018年6月25日、TBSテレビ）
- 遥かなる山の呼び声（2018年11月24日、NHK BSプレミアム） - 坂口理子との共作
- 贋作 男はつらいよ（2019年1月5日 - 1月26日〈予定〉、NHK BSプレミアム） - 原作、朝原雄三との共同脚本
- わが家は楽し（2025年3月13日、TBSテレビ）

### 舞台
- カルメン（1977年10月14日 - 11月29日、神戸文化ホール、フェスティバルホール、東京文化会館、川崎市産業文化会館、群馬県民会館） - 演出・日本語台詞[49]
- 錦秋演舞場祭り 中村勘三郎奮闘 十月大歌舞伎「人情噺文七元結」（2007年10月2日 - 26日、新橋演舞場） - 演出
- 麥秋（初春新派公演、2010年1月2日 - 25日、三越劇場） - 脚本・演出
- 東京物語（初春新派公演、2012年1月2日 - 24日、三越劇場） - 脚本・演出
- さらば八月の大地（2013年11月1日 - 25日、新橋演舞場） - 演出
- 音楽劇 マリウス（2017年3月6日 - 27日、日生劇場） - 脚本・演出
- 裏長屋騒動記（前進座五月国立劇場公演、2017年5月11日 - 22日、国立劇場大劇場） - 監修・脚本
- 家族はつらいよ（新派130年 初春新派公演、2018年1月2日 - 25日、三越劇場） - 原作・脚本・演出
- 音楽劇 マリウス（2018年6月8日 - 26日、大阪松竹座）[50] - 脚本・演出
- 家族はつらいよ（九月新派公演 第二幕、2019年9月7日 - 23日、大阪松竹座・御園座） - 原作・脚本・演出
- 大阪の 家族はつらいよ（松竹新喜劇 錦秋特別公演 第二部、2019年11月13日 - 11月24日、大阪松竹座） - 原作・脚本・演出[51]

## 出演
映画
- 映画監督って何だ!（2006年11月4日公開、伊藤俊也監督、マジックアワー）

テレビ
- 第56回NHK紅白歌合戦（2005年12月31日、NHK総合・ラジオ第1） - ゲスト審査員
- 徹子の部屋（テレビ朝日、2006年12月15日・2010年1月29日・2014年2月3日・2019年12月5日）
- 100年インタビュー（NHK BS2、2007年11月15日放送）
- 山田洋次の青春　〜映画の夢　夢の工場〜（2021年7月17日、NHK BSP）[52]
- ETV特集「生誕120年・没後60年 小津安二郎は生きている」（2023年12月2日、NHK Eテレ）[53]

## 著書
- 『山田洋次作品集』（全8巻、立風書房）1979年 - 1980年
- 『男はつらいよ』1-4　立風書房、1973年 - 1976年 のち立風寅さん文庫
- 『真二つ（御利益）』：山田洋次落語作品集』大和書房、1976年 のち新潮文庫
- 『映画をつくる』大月書店、国民文庫 1978年
- 『寅さんの教育論』（岩波書店 岩波ブックレット）1982年
- 『映画館（こや）がはねて』講談社、1984年 のち中公文庫）
- 『息子・家族 山田洋次シナリオ集』岩波書店 (同時代ライブラリー 1991年
- 『学校』岩波書店 同時代ライブラリー）1993年
- 『放蕩一代息子』(東芝日曜劇場名作集) ラインブックス、1993年
- 『遥かなるわが町』（上・下、集英社文庫）1997年
- 『学校3』角川文庫 1998年
- 『寅さんと日本の民衆』(抱樸舎文庫 旬報社、1998年
- 『人生はつらいか（対話山田洋次 1）』旬報社、1999年
- 『映画は面白いか（対話山田洋次 2）』旬報社、1999年 - 8名との対談
- 『十五才』(角川文庫) 2000年
- 『「学校」が教えてくれたこと』PHP研究所、2000年
- 『放蕩かっぽれ節 山田洋次落語集』(ちくま文庫) 2002年
- 『めだま 落語絵本』鈴木靖将絵. 新樹社、2009年
- 絵本『母と暮せば』（講談社）2015年 - 文を担当。絵の担当は森本千絵[54]
- 『悪童 小説 寅次郎の告白』（講談社）2018年 - 「けっこう毛だらけ 小説・寅さんの少年時代」（『男はつらいよ 寅さんDVDマガジン』Vol.1 - 50〈2011年1月 - 2012年11月〉に連載）を加筆、改稿の上で改題

### 共著
- 『武器としての映画 軍政チリ・亡命・潜入』ミゲル・リティン [述]、山田洋次 きき手、岩波ブックレット 1987年
- 『男はつらいよ寅さんの人生語録』朝間義隆共作、寅さん倶楽部 編、PHP研究所、1989年　のち文庫
- 『寅さん映画ができるまで (ノンフィクション絵本 森田拳次作・絵、ポプラ社、1990年1月
- 『寅さんの学校論』（田中孝彦との対談、岩波ブックレット）1990年
- 『寅さんの人間論』田中孝彦対談、岩波ブックレット、1990年
- 『めんどうくさいもの・人間 :映画・教育・そして愛』三上満共著、労働旬報社、1991年
- 『シナリオをつくる』朝間義隆共著、筑摩書房、1994年
- 『学校Ⅱ』朝間義隆共著、ちくま文庫、1996年
- 『男はつらいよ』1-5 ちくま文庫、1997年
- 『めだま 落語絵本』絵：鈴木靖将、新樹社、2009年 ※『真二つ（御利益）』所収の「目玉」を絵本にしたもの。
- 『京都太秦物語』佐々江智明共同脚本、阿部勉、稲光宏子 ノベライズ、新日本出版社、2010年
- 『山田洋次映画を創る 立命館大学・山田塾の軌跡』冨田美香共編著、新日本出版社、2011年
- 『小説母と暮せば』井上麻矢共著、集英社、2015年